# Hugh de Lacy (Lord of Meath)
Hugh de Lacy (* um 1125; † 1186) war der Sohn von Gilbert de Lacy aus der normannischen Adelsfamilie Lacy, die mit Wilhelm dem Eroberer nach England gekommen war. Im Jahre 1171 kam Hugh de Lacy eine bedeutende Rolle bei der anglonormannischen Eroberung von Irland zu. Er begleitete König Heinrich II. von England auf seinem Feldzug nach Irland und bekam dafür das ehemalige irische Provinzialkönigreich Meath zum Lehen. Er wurde zum „Lord of Meath“, übernahm die von den Wikingern errichtete Burg zu Dublin und vertrat den König als Justiciar of Ireland, als dieser 1172 nach England zurückkehrte.

## Lord of Meath

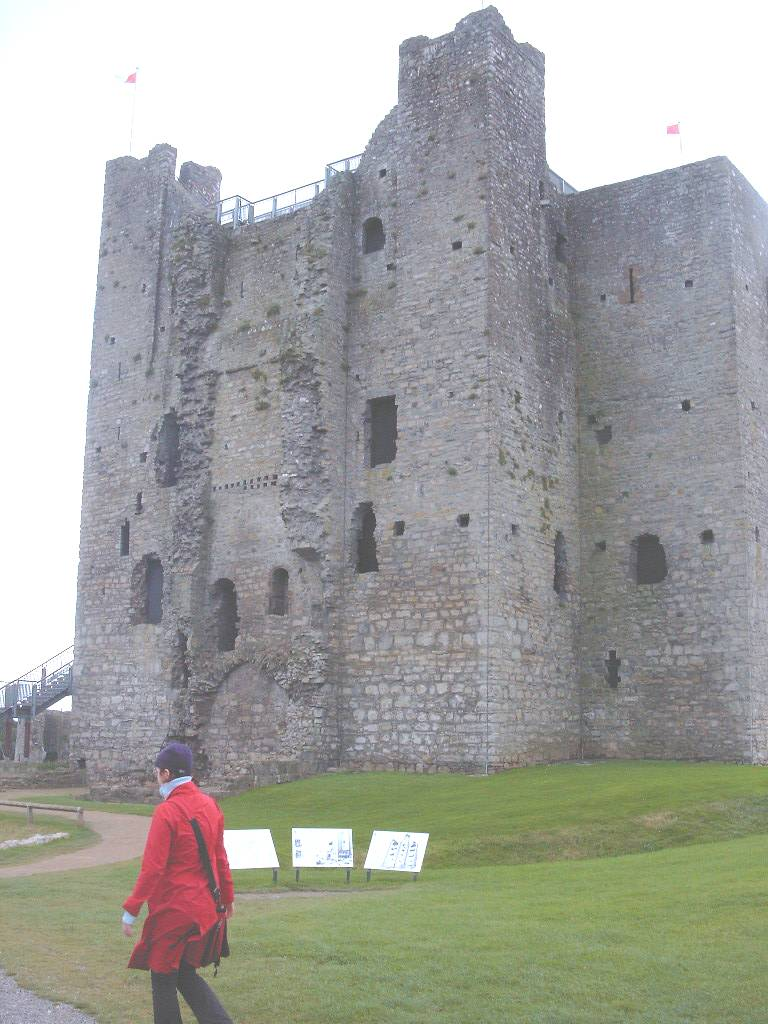
Ruine von Trim Castle

Hugh errichtete eine Reihe von Befestigungen, darunter Castle of Scryne, Navan, Killeen Castle, Durrow, Kilkea Castle in Castledermot (Leinster) und Castle of Leighlin in Carlow. In Meath entstand Trim Castle, ursprünglich als Motte angelegt, das im Lauf der Zeit zum größten Kastell Europas ausgebaut wurde. Auch Nugent Castle in Delvin im County Westmeath wird ihm zugeschrieben.
Im Jahre 1160 hatte Hugh de Lacy Rose von Monmouth geheiratet. Das Paar hatte eine Tochter und zwei Söhne: Walter (1172–1241), der Nachfolger seines Vaters als Lord of Meath und Sheriff von Herefordshire wurde, und den jüngeren Hugh (1176–1242), den späteren Earl of Ulster.
Im Jahre 1185 beschloss Heinrichs Sohn, Johann Ohneland, das ihm vom Vater als Erbe zugesagte Irland zu besuchen. Eigentlich hätte er zum König von Irland gekrönt werden sollen, aber sowohl Einwände des Papstes als auch der einheimischen Führer und der normannischen Barone hielten ihn davon ab. Obwohl Johann mit einer großen Streitmacht übersetzte, vermelden weder die zeitgenössischen Chroniken noch spätere Historiker besondere Erfolge für den späteren englischen König. Nach wenigen Monaten musste Johann Ohneland wieder abreisen. Einige Historiker meinen, ihm sei das Geld für seinen aufwändigen Hofstaat ausgegangen, andere schätzen, dass Hugh de Lacy, der sich als Vizekönig von Irland sah, wegen der Anwesenheit Johanns ungeduldig geworden sei.
In dieser Zeit kam das Sprichwort auf, die fremden Besatzer seien „irischer als die Iren selbst“ geworden, lateinisch überliefert als Hiberniores Hibernis ipsis. Zu den Familien, die irisch sprachen und zum Teil irische Namen annahmen, zählten jene von Richard FitzGilbert de Clare, genannt „Strongbow“, Gilbert de Angulo, später „MacCostello“ genannt, und Hugh de Lacy.

## Hughs Tod
Im Jahre 1186 jedoch wurde Hugh de Lacy von einem Iren mit einer Axt erschlagen, während er beim Bau einer Burg selbst mit Hand anlegte. Die Legende erzählt, dass das Motiv dafür die Zerstörung einer von St. Columban von Iona gegründeten Abtei bzw. einer dem irischen Nationalheiligen St. Patrick geweihten Kirche gewesen sei, weil Hugh die Steine für den Bau der Burg in Durrow brauchte. Natürlich war es auch die harte Fronarbeit, die die Iren für den Bau der riesigen normannischen Befestigungsanlagen leisten mussten, die sie gegen den Lord aufbrachte. Die historischen Quellen sind sich jedoch nicht einig darüber, ob es sich bei dem Mörder um einen einfachen Arbeiter, einen verkleideten irischen Adeligen oder gar um einen vom englischen Königshaus gedungenen Mörder gehandelt habe. Hugh de Lacy wurde 1195 in der Abtei von Bective beigesetzt.
Johann Ohneland dachte nach Hughs Ermordung sofort an eine Rückkehr nach Irland, wurde aber durch den Tod seines Bruders Gottfried, der von seinem Vater Heinrich II. als Herrscher über die Bretagne und andere französische Besitzungen der Familie Plantagenet eingesetzt worden war, davon abgehalten. Der Streit um Gottfrieds Erbe verursachte Auseinandersetzungen mit dem französischen König Philipp II. August auf dem europäischen Festland. Die Herrschaft Meath ging nun auf Hughs älteren Sohn Walter de Lacy über. Als „Justiziar“ für Irland wurde jedoch nach dem Tode Hugh de Lacys von König Heinrich II. der Baron John de Courcy ernannt, der seit 1177 das ehemalige Provinzialkönigtum Ulster erobert hatte. Erst später erreichten die Brüder Walter und Hugh de Lacy die Einsetzung des jüngeren Hugh zum Koadjutor de Courcys für die Provinzen Leinster und Munster.